# Septembermassaker

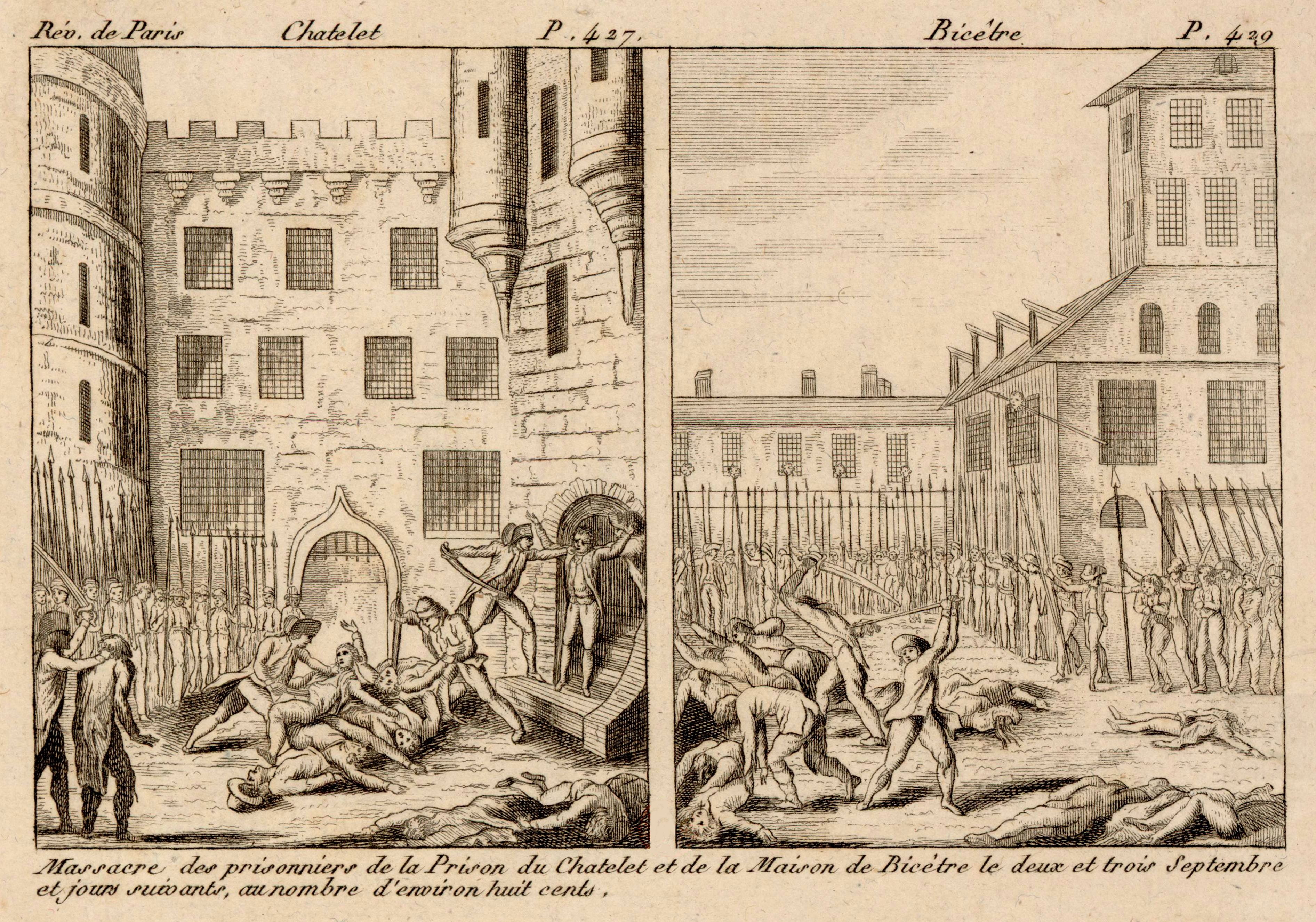
Anonyme Gravur aus der Revue de Paris (1792): „Massaker an Gefangenen des Gefängnisses von Châtelet und im Bicêtre-Haus ab dem 2./3. September und den folgenden Tagen mit ungefähr 800 Opfern“

Die Septembermassaker (französisch Massacres de Septembre) zwischen dem 2. September und dem 6. September des Jahres 1792 waren Morde an über 1200 inhaftierten Gegnern der Französischen Revolution und anderen Häftlingen, die für solche gehalten wurden. Die Massaker gelten als eine der dunkelsten Episoden der Französischen Revolution.

## Vorgeschichte
Im Rahmen des Ersten Koalitionskrieges der europäischen Monarchien gegen das revolutionäre Frankreich ließ der preußische Oberbefehlshaber Karl Wilhelm Ferdinand von Braunschweig-Wolfenbüttel am 25. Juli 1792 das nach ihm benannte Manifest des Herzogs von Braunschweig veröffentlichen. Darin forderte er von den Franzosen die erneute Unterwerfung unter ihren abgesetzten König Ludwig XVI. und drohte im Falle von Übergriffen blutige Rache samt der Zerstörung von Paris an. Das Manifest erreichte jedoch das Gegenteil des Gewünschten, löste den Tuileriensturm am 10. August 1792 aus und radikalisierte die Revolution.
Im September 1792 rückten preußisch-österreichische Truppen unter dem Oberbefehl des Herzogs Karl Wilhelm Ferdinand auf französisches Gebiet vor. Nach dem Fall der Stadt Verdun fürchteten die Franzosen einen direkten Marsch der Alliierten auf Paris. Der amtierende Justizminister Georges Danton, der Publizist Jean Paul Marat und der Dichter Fabre d’Églantine heizten mit ihren Aufrufen und Stellungnahmen die Stimmung zusätzlich an.

## Verlauf

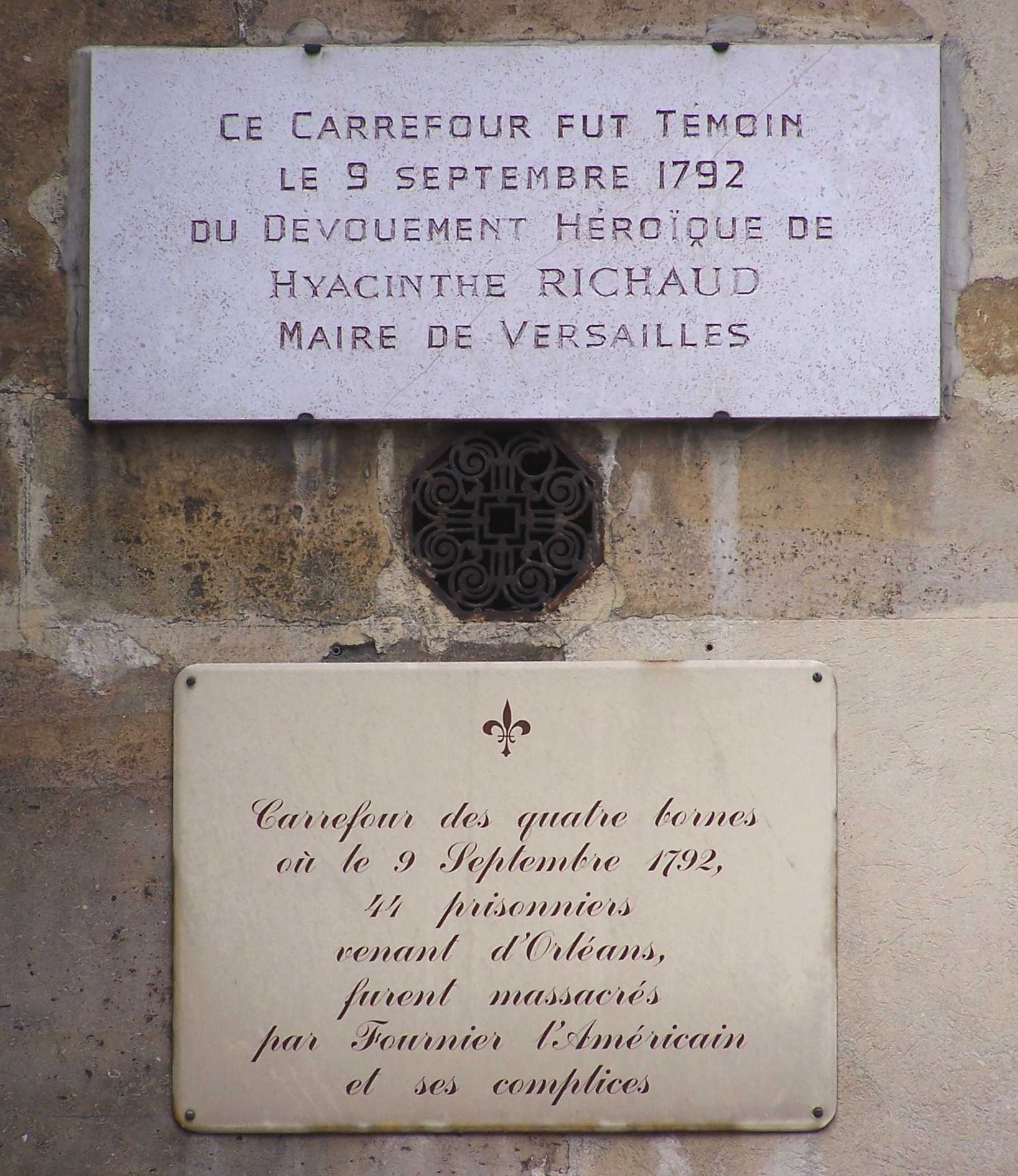
Informationstafeln zum Massaker am Carrefour des quatre bornes, heute Kreuzung der RD10 (Rue Général Leclerc-Rue de l’Orangerie) und der RD91 (Rue de Satory-Rue du Maréchal Joffre) im Zentrum von Versailles

Es kam daraufhin in Frankreich zu einer Massenhysterie mit Stürmung der Gefängnisse. Das Morden begann mit der Ermordung der Inhaftierten auf einem Gefangenentransport zu der ehemaligen Abtei im Viertel Saint-Germain-des-Prés. Am Abend wurde unter der Leitung von Stanislas-Marie Maillard ein Tribunal eingerichtet, welches zunächst die inhaftierten Revolutionsgegner, dann auch die übrigen Gefangenen massakrierte. Die Zahl der Opfer betrug bis zu 1400, darunter zahlreiche katholische Priester und Ordensleute, die den Eid auf die Zivilverfassung von 1790 verweigert hatten. Gut zwei Drittel der Opfer waren keine politischen Gefangenen, sondern wegen anderer Taten inhaftiert (v. a. Prostituierte und Kleinkriminelle). Die Mehrzahl der Mörder waren Männer, allerdings beteiligten sich auch Frauen an den Massakern. Etwa 90 % der Morde fanden in Paris statt. So fand noch am 9. September ein Massaker an der Kreuzung der Quatre Bornes in Versailles statt, als beim Führer eines Gefangenenzuges, Claude Fournier, die Nachrichten aus Paris eintrafen. 

## Bewertung
Der Historiker Golo Mann hat den damaligen Justizminister Georges Danton als an den Morden „unmittelbar Schuldige[n]“ bezeichnet, da er ein mögliches Eingreifen unterlassen habe.